# Дюмулен, Давид
Давид Дюмулен, по прозвищу «Дьявол» (16?? — 17??) — танцовщик, член Королевской академии танца. Был артистом Королевской академии музыки (Париж) с 1705 по 1751 год. Младший брат танцовщиков Анри (известного как Дюмулен-старший), Франсуа и Пьера Дюмулен.

## Биография
Дебютировал в Королевской академии музыки в декабре 1705 года. 
В феврале 1720 года вместе с Прево, Марселем и Лавалем участвовал в балетных интермедиях комедии Тома Корнеля «Незнакомец», поставленных Клодом Балоном для спектакля в Тюильри, шедшего с участием придворных.
14 сентября 1727 года танцевал pas de deux вместе с Мари Салле во время её дебюта на сцене Королевской академии музыки в дивертисменте оперы Луи Фюзелье и Ж.-Ж. Муре «Любовные похождения богов». Позднее, когда Салле стала солисткой, был постоянным партнёром балерины. 
11 ноября 1727 года участвовал в балетных дивертисментах при возобновлении оперы Ф. Кино и Ж.-Б. Люлли «Роланд».   
23 августа 1735 года танцевал в «Балете цветов» на премьере «Галантных Индий» Ж.-Ф. Рамо вместе с Мари Салле — Розой, исполнив роль Зефира. Их дуэт, как и антре Зефира, был образцом танца в галантном стиле:249.   
24 октября 1737 года на премьере оперы Рамо «Кастор и Поллукс» вместе с Мари Салле исполнил «канонический номер» «Счастливая тень».  
Балетмейстер и теоретик танца Жан-Жорж Новерр утверждал, что никто не унаследовал поразительного мастерства Дюмулена в pas de deux: 

Всегда нежный, всегда грациозный, то мотылёк, то зефир, одно мгновение непостоянный, другое — верный, то и дело волнуемый новым чувством, он наполнял страстью любые картины нежности.— Ж.-Ж. Новерр. Записки о танце и балете.
Жак Бонне в своей «Всеобщей истории танца» (Париж, 1723) упомянул антре Крестьян Дюмулена в качестве одного из примеров «совершенства театрального танца»»:207. 
Дюмулен также остался известен тем, что однажды пропустил свой выход в одном из балетов, что позволило Камарго выдвинуться из рядов кордебалета и сымпровизировать танец, покоривший публику:227.